# Пеньков, Иван Васильевич
Князь Иван Васильевич (Васьянович) Пеньков — воевода и боярин во времена правления Ивана IV Васильевича Грозного, единственный сын боярина и князя Василия Даниловича, последний представитель княжеского рода Пеньковых.

## Биография
В феврале 1533 года на свадьбе родного брата великого князя Василия III Ивановича — князя Андрея Ивановича и княжны Ефросиньи Андреевны Хованской сидел на месте князя. В Истории родов русского дворянства П. Н. Петрова упоминается в чине боярина во времена правления Елены Васильевны Глинской.
В 1547 году первый воевода войск правой руки в походе из Мурома на Казанские земли. В 1549 году первый воевода в Муроме. В 1550 году воевода в Нижнем Новгороде, в мае упомянут на свадьбе двоюродного брата царя Ивана Грозного — князя Владимира Андреевича и Нагой Евдокии Александровны, был первым в свадебном поезде. В сентябре 1551 года третий воевода восьмого полка войск правой руки в походе к Полоцку, а после первый воевода в Нижнем Новгороде «за городом». В 1559 году первый воевода в Муроме.
По родословной росписи показан бездетным. С его смертью прекратился княжеский род Пеньковы.